# Trichosurus vulpecula
Cáo túi đuôi chổi (Trichosurus vulpecula) là một loài động vật có vú trong họ Phalangeridae, bộ Hai răng cửa. Loài này được Kerr mô tả năm 1792.
Loài này là một loài thú có túi ăn đêm, sinh sống vừa trên cây vừa dưới đất, là loài bản địa Úc và là loài lớn thứ hai trong số các loài Phalangeriformes. Chúng chủ yếu ăn lá cây, nhưng đã được biết là ăn động vật có vú nhỏ như chuột. Trong hầu hết các môi trường sống ở Úc, lá bạch đàn là một phần quan trọng trong chế độ ăn nhưng hiếm khi là món duy nhất ăn được. Đuôi là có thể được chúng sử dụng để quấn vào cây và trọc lông ở mặt dưới của nó. Có bốn biến thể màu: xám bạc, nâu, đen vàng.
Đây là loài thú có túi thường thấy nhất đối với cư dân thành phố, vì đây là một trong số ít loài phát triển mạnh ở các thành phố cũng như một loạt các môi trường tự nhiên và biến đổi con người. Xung quanh nơi sinh sống con người, loài thú này thường hiện diện và lục lọi cây ăn quả, vườn rau và đột kích nhà bếp.
Loài này đã được du nhập đến New Zealand vào những năm 1850 để thành lập ngành công nghiệp lông thú, nhưng ở vùng khí hậu cận nhiệt đới ôn hòa của New Zealand, và với rất ít động vật săn mồi tự nhiên, chúng đã phát triển đến mức nó trở thành một loài gây hại bảo tồn và nông nghiệp.

## Hình ảnh

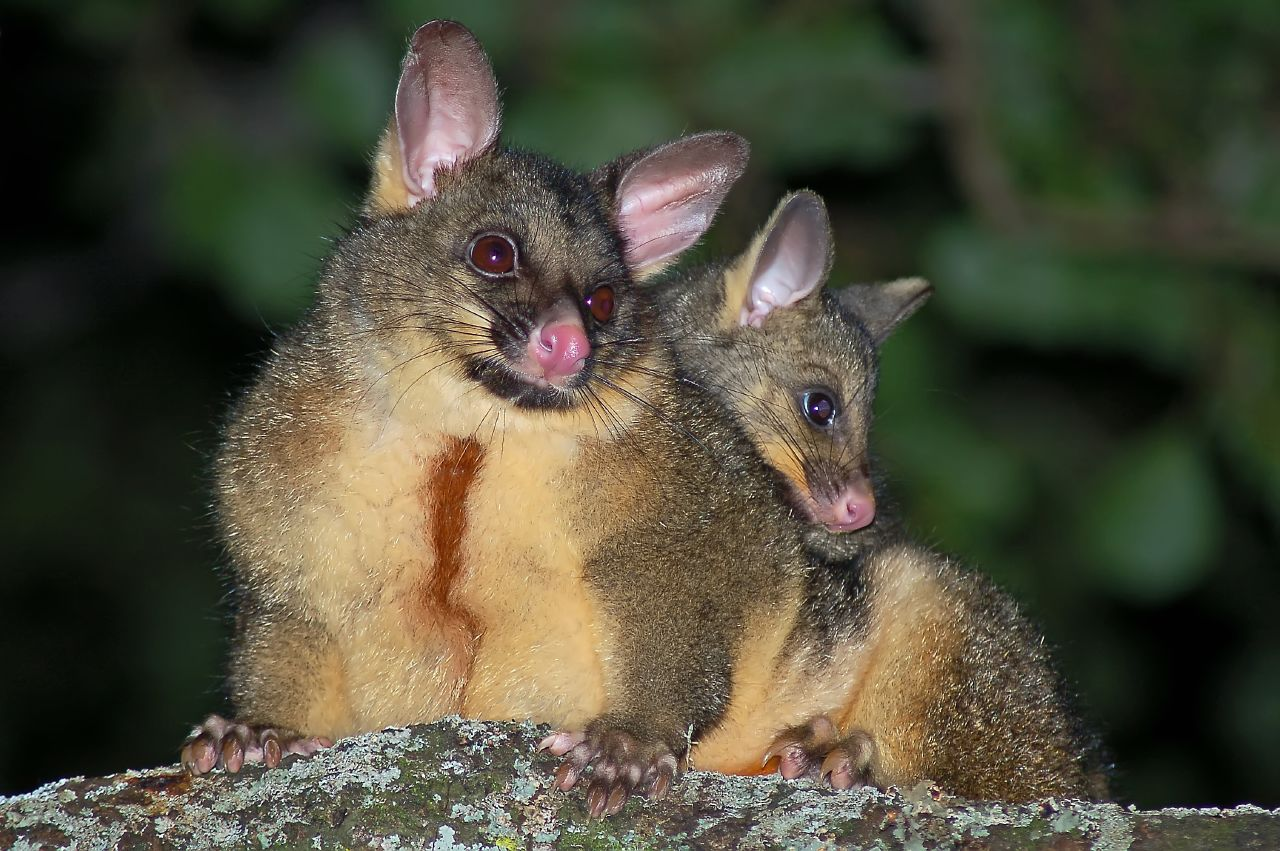
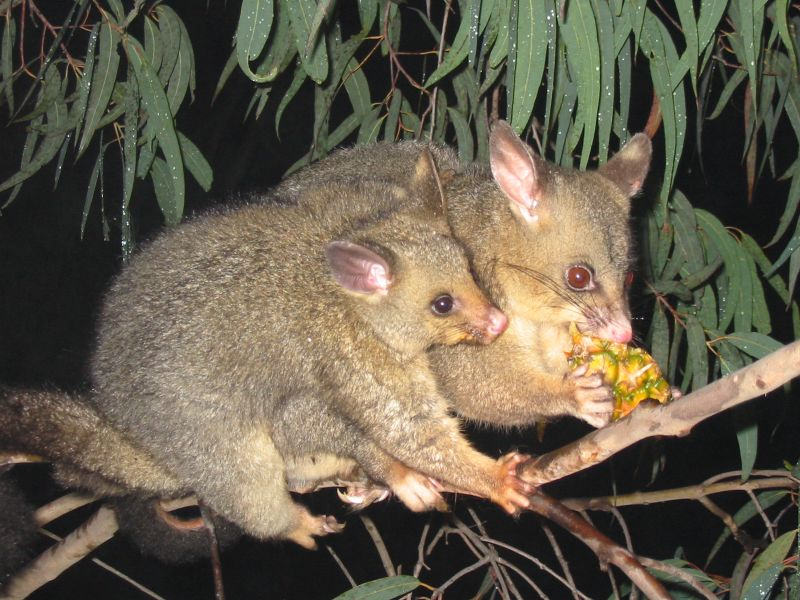
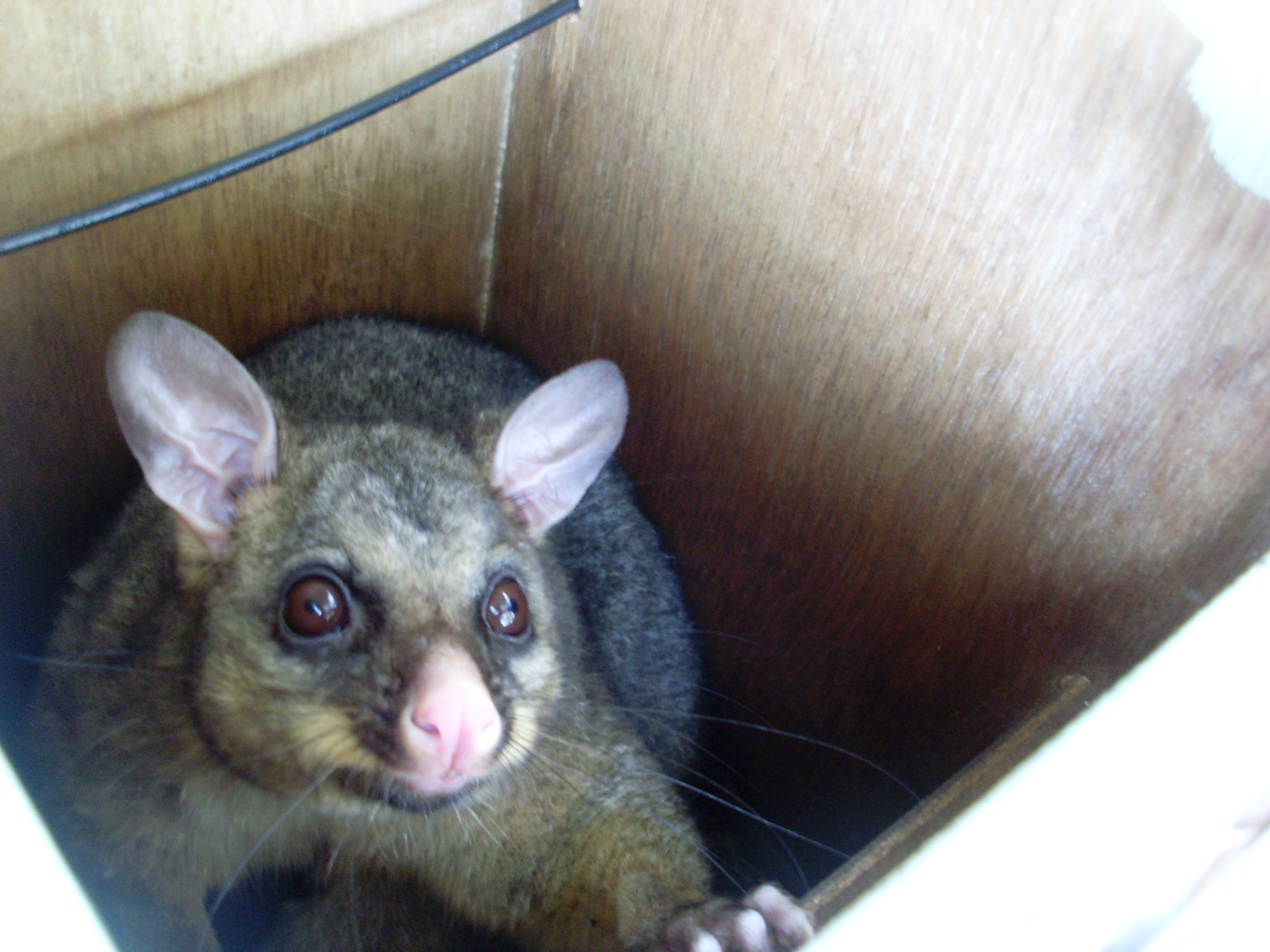
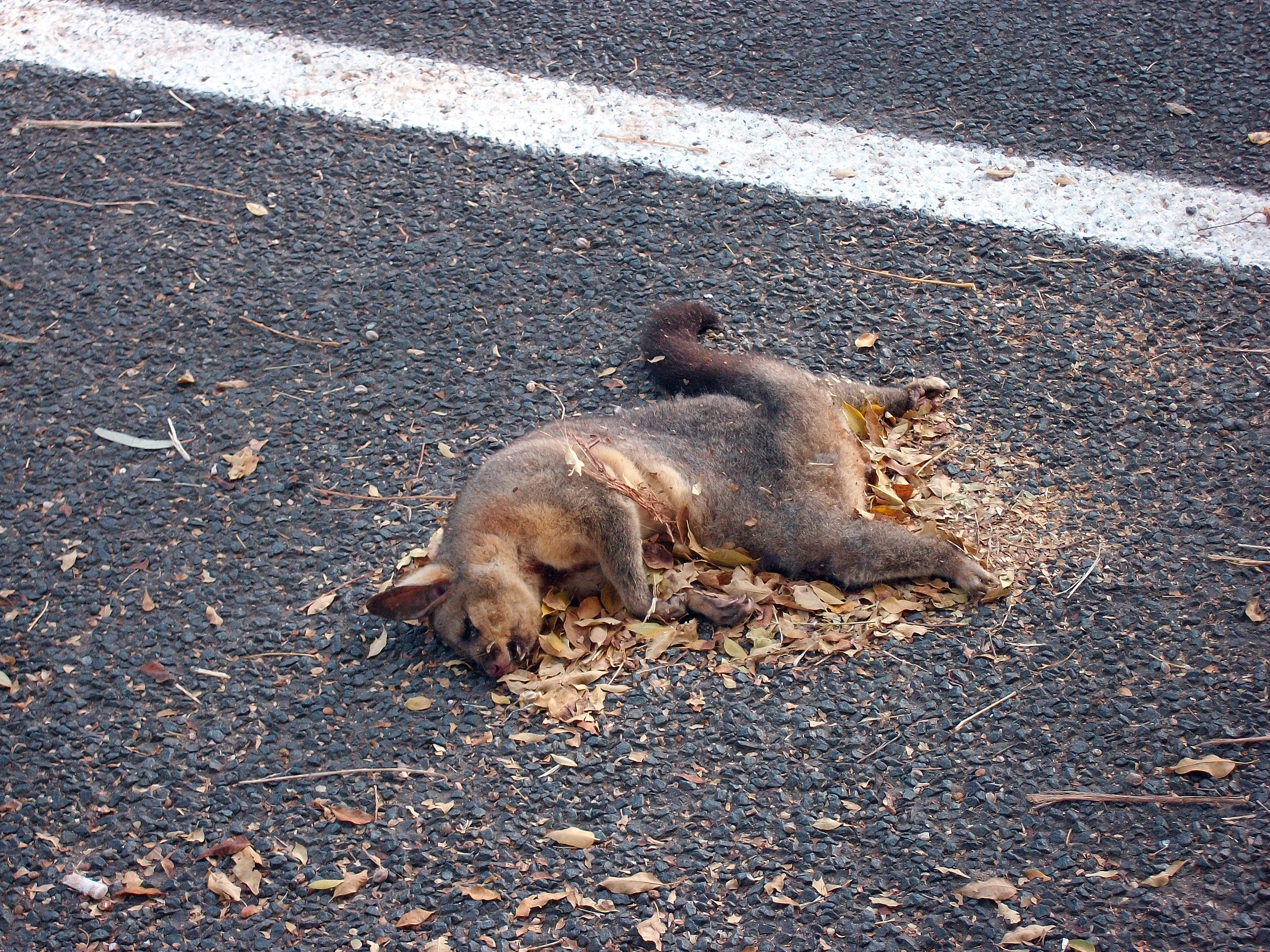